# Гомоновка
Го́моновка (бел. Го́манаўка) — деревня в составе Лапичского сельсовета Осиповичского района Могилёвской области Республики Беларусь.

## Географическое положение
Гомоновка, находящаяся рядом с автодорогой Минск — Бобруйск, расположена в 32 км на северо-запад от Осиповичей, в 8 км от ж/д станции Лапичи и в 165 км от Могилёва. Планировку составляет улица, застроенная деревянными крестьянскими домами.

## История
Известная в Великом княжестве Литовском по письменным источникам ещё с XVIII века. В 1713 году упоминается как деревня в составе Свислочской волости в Минском воеводстве ВКЛ. В 1760 году была упомянута как казённая собственность, а именно как застенок, включающий 4 двора и находящийся в составе имения Лапичи Бобруйского повета. Через 8 лет, в 1768 году, упоминались уже 6 дворов. В Российской империи Гомоновка оказалась в 1793 году после второго раздела Речи Посполитой. Согласно переписи 1897 года, в деревне, находившейся в Погорельской волости Игуменского уезда Минской губернии, числились 24 двора и 165 жителей. С февраля по ноябрь 1918 года Голынка была оккупирована германскими войсками, с августа 1919 по июль 1920 года — польскими. В 1931 году был основан здесь колхоз имени Ф. Э. Дзержинского.
Во время Великой Отечественной войны Гомоновка была оккупирована немецко-фашистскими войсками с конца июня 1941 года по 30 июня 1944 года. Деревня была полностью сожжена, при этом были убиты 19 жителей. На фронте погиб 21 житель. В самой Гомоновке действовала группа антифашистского подполья.
В 1884 году в Гомоновке была открыта школа грамоты, в которой в 1926 году проходили обучение 37 учеников обоего пола.

## Население
- 1897 год — 165 человек, 24 двора[1]
- 1907 год — 252 человека, 26 дворов[1]
- 1917 год — 40 дворов[1]
- 1940 год — 338 человек, 66 дворов[3]
- 1959 год — 49 человек[3]
- 1970 год — 80 человек[3]
- 1986 год — 10 человек, 6 хозяйств[3]
- 2002 год — 2 человека, 2 хозяйства[3]
- 2007 год — 2 человека, 2 хозяйства[1]

## Комментарии
1. ↑  Название и ударение даны по: Назвы населеных пунктаў Рэспублікі Беларусь: Магілёўская вобласць: нарматыўны даведнік / І. А. Гапоненка і інш.; пад рэд. В. П. Лемцюговай. — Минск: Тэхналогія, 2007. — С. 64. — 406 с. — ISBN 978-985-458-159-0..